# Премия MTV Europe Music Award лучшему международному исполнителю
Лучший международный артист (Worldwide act) — одна из главных номинаций на MTV Europe Music Awards. Вручается с 2011 года. Победитель выявляется путём интернет-голосования на сайте MTV EMA.
В номинации представлены артисты из 5 регионов: Европы, Северной Америке, Латинской Америке, Азиатско-Тихоокеанского региона и Африкано-Ближневосточно-Индийского региона.
Голосование в номинации Лучший международный артист делится на 3 этапа: местное, региональное и финальное. В 2012 году в местном голосовании были представлены 160 исполнителей. В региональном — 40. В финальном этапе были представлены уже только 5 исполнителей.
| Год  | Победитель | Номинанты                                                   |
| ---- | ---------- | ----------------------------------------------------------- |
| 2011 | Big Bang   | - Abdelfattah Grini - Lena - Restart - Britney Spears       |
| 2012 | Han Geng   | - Ahmed Soultan - Дима Билан - Han Geng - Restart - Rihanna |
| 2013 | Chris Lee  | - Коди Симпсон - Fresno                                     |